# Yann Mabella
Yann Mabella (* 22. Februar 1996 in Toulouse) ist ein französisch-kongolesischer Fußballspieler.

## Karriere

### Verein
Der Mittelstürmer begann seine Karriere bei verschiedenen Vereine im Département Rhône und spielte ab 2007 in der Jugend von Olympique Lyon. Vier Jahre später ging er als 15-jähriger weiter zum AS Nancy und debütierte dort als Profi am 27. Februar 2015 in der Ligue 2 gegen den FC Tours. In der Folgezeit spielte er dort meistens in der fünftklassigen Reservemannschaft und wurde für die Saison 2017/18 an LB Châteauroux verliehen und Anfang 2019 fest an den Drittligisten FC Tours abgegeben. Sechs Monate später nahm ihn dann RFC Union Luxemburg aus der BGL Ligue unter Vertrag. Dort absolvierte Mabella in der 1. Qualifikationsrunde zur UEFA Europa Conference League 2021/22 seine erste internationale Partie und erzielte dabei sofort zwei Treffer gegen Breiðablik Kópavogur aus Island. Am Saisonende gewann er dann den nationalen Pokal durch einen 3:2-Finalsieg über den F91 Düdelingen und der Stürmer erzielte dabei zwei Tore. Seinen auslaufenden Vertrag wollte Mabella dann jedoch nicht verlängern und ging weiter zum belgischen Zweitligisten Royal Excelsior Virton. Am 4. Spieltag erzielte er dann beim 1:1 im Heimspiel gegen F.C.V. Dender E.H. seinen ersten Zweitligatreffer. Im Sommer 2023 wechselte er nach Deutschland und schloss sich dem Drittligisten SV Waldhof Mannheim an. Hier debütierte Mabella am 1. Spieltag im Auswärtsspiel gegen 1860 München (0:2), als er in der 68. Minute für Jalen Hawkins eingewechselt wurde. Doch schon ein Jahr später verließ der Stürmer Mannheim wieder und ging zurück zu seinem ehemaligen Verein RFC Union Luxemburg. In der Spielzeit 2024/25 erzielte Mabella dort in 29 Ligapartien 22 Treffer und verließ den Verein erneut. Kurze Zeit später gab der Terengganu FC aus der Malaysia Super League die Verpflichtung des Stürmers bekannt.

### Nationalmannschaft
Am 2. September 2021 spielte Mabella in der WM-Qualifikation erstmals für die A-Nationalmannschaft der Republik Kongo. Beim 1:1-Unentschieden gegen Namibia stand er in der Startelf und wurde in der 45. Minute ausgewechselt. Bis zum November 2024 absolvierte der Mittelstürmer insgesamt acht Länderspiele, danach wurde er nicht mehr nominiert.

## Erfolge
- Luxemburgischer Pokalsieger: 2022